# Burgstall Sonnenberg (Warmia)
Der Burgstall Sonnenberg befindet sich im ermländischen Bogdany (deutsch: Sonnenberg) nahe Frauenburg, in der Woiwodschaft Ermland-Masuren, dem vormaligen südlichen Ostpreußen Deutschlands.

## Geschichte
Der Burgplatz liegt am rechten Ufer des Flusses Baude, 3 km östlich von Frauenburg. am Fluss Bauda, gelegen. Urkundlich erwähnt ist das castrum Sonnenberg 1278, 1280, 1304, 1314, und 1320 als erblicher Besitz des Dompropstes Heinrich. Die Entwicklung des nahe gelegenen Frauenburg hat wohl im 14. Jahrhundert zur Aufgabe der Burg Sonnenberg geführt. In den Quellen wird die Örtlichkeit nicht mehr als castrum, sondern als mons bezeichnet wird, war jedoch bewohnt. Die Karte Kaspar Hennenbergers von 1576 markiert den Ort als befestigte Siedlung. In den Jahren 1826–1828 wurde das Schloss von Johann Michael Guise inventarisiert. Auf deutschen Karten aus dem 19. Jahrhundert ist der Standort mit „Heidenburg“ bezeichnet.

## Burgplatz
Auf der westlichen Seite der Burg befindet sich die Baude, von zwei Seiten ist die Burg von Schluchten geschützt. Erkennbar sind heute drei Wälle und drei Gräben. Archäologisch nachgewiesen sind Verteidigungsanlagen aus dem 7. bis 8. und dem 13. bis 14. Jahrhundert.

## Nachweise
- Robert Klimek: Zaginione zamki i strażnice poświadczone w źródłach z pierwszej połowy XIV wieku z obszaru Warmii biskupiej oraz propozycje ustalenia ich lokalizacji. In: Zbigniew Kobyliński (Hrsg.): archaeologica hereditas. Band 1. Prace Instytutu Archeologii Uniwersytetu Kardynała Stefana Wyszyńskiego w Warszawie, S. 205–206.
- Adolf Boetticher: Die Bau- und Kunstdenkmäler in Ermland. Teichert, 1894, S. 77.